# Samuel Maldonado Bautista
Jesús Samuel Maldonado Bautista (n. Jungapeo de Juárez, Michoacán,, 15 de mayo de 1941) es un ingeniero, político y escritor mexicano, miembro del Partido de la Revolución Democrática que ha sido diputado federal y Presidente municipal de la ciudad de Morelia, Michoacán.

## Carrera
Inició sus estudios básicos en su pueblo natal, pero posteriormente se trasladó a la Ciudad de México, donde los finalizó, ingresando luego a la Escuela Superior de Ingeniería Mecánica y Eléctrica del Instituto Politécnico Nacional, de donde egresó como Ingeniero Mecánico en 1961. Entró a la laborar en la Comisión Federal de Electricidad, siendo destinado a la termoeléctrica de Villahermosa, Tabasco, tiempo durante el cual también se desempeñó como catedrático de la Universidad Juárez Autónoma de Tabasco. Becado por la CFE, realizó estudios de especialización en la Universidad de Osaka y en la Universidad de Kobe, al retornar a México, se desempeñó en la termoeléctrica de Manzanillo, Colima.
Ingresó a la actividad política en 1981, al ser nombrado por el gobernador de Michoacán, Cuauhtémoc Cárdenas Solórzano, como secretario de la Junta Estatal de Electrificación, posteriormente en el mismo gobierno, de 1982 a 1986, se desempeñó como  Coordinador de Apoyo Municipal y Presidente del Centro Estatal de Estudios Municipales. En 1987 fue uno de los principales seguidores de Cuauhtémoc Cárdenas en la formación de la «Corriente democrática» del PRI y luego en la escisión de éste que junto con otros partidos de izquierda dieron lugar a la candidatura presidencial de Cárdenas por el Frente Democrático Nacional, ocupando el cargo de coordinador general de la campaña presidencial.
Tras la derrota oficial del FDN y el conflicto postelectoral, fue miembro fundador del PRD y en 1989 se convirtió en candidato del partido a Presidente Municipal de Morelia, logrando el triunfo en las elecciones de aquel año y desempeñando la alcaldía para el periodo que concluyó en 1992, es a la fecha, el único miembro de su partido en haber resultado electo para la presidencia municipal de Morelia. Posteriormente fue coordinador general de la campaña de Andrés Manuel López Obrador a la presidencia nacional del PRD en 1996, y en 1997 fue elegido diputado federal por el X Distrito Electoral Federal de Michoacán a la LVII Legislatura de ese año a 2000. Posteriormente, en 2002 fue nombrado por el gobernador de Michoacán, Lázaro Cárdenas Batel, como Vocal Ejecutivo de la Comisión Ejecutiva para el Desarrollo de la Costa Michoacana hasta 2004, y en enero de 2006 como director general del Colegio Nacional de Educación Profesional (CONALEP) en Michoacán
En 2009 buscó ser nuevamente candidato a diputado federal por el Distrito X, entrando en conflicto con la dirección estatal del PRD que postuló para tal cargo a Sergio Magaña Martínez, por lo cual impugnó ante el Tribunal Electoral del Poder Judicial de la Federación que le dio la razón, otorgándole la candidatura. Sin embargo, no obtuvo el triunfo en las elecciones constitucionales, que correspondió a la candidata del PAN Laura Suárez González.